# Krankenhaus Neu-Mariahilf
Das Krankenhaus Neu-Mariahilf ist ein Standort des Evangelischen Krankenhauses Göttingen-Weende (EKW) in Göttingen. Es wurde 1865 gegründet und war bis 2014 ein eigenständiges katholisch geprägtes Akutkrankenhaus mit 104 Planbetten.
Das Krankenhaus Neu-Mariahilf gehörte zu den Krankenhäusern der Hildesheimer Vinzentinerinnen. Es wurde jedoch im März 2014, in finanziellen Schwierigkeiten befindlich, vom EKW übernommen.

## Geschichte

Logo bis 2014

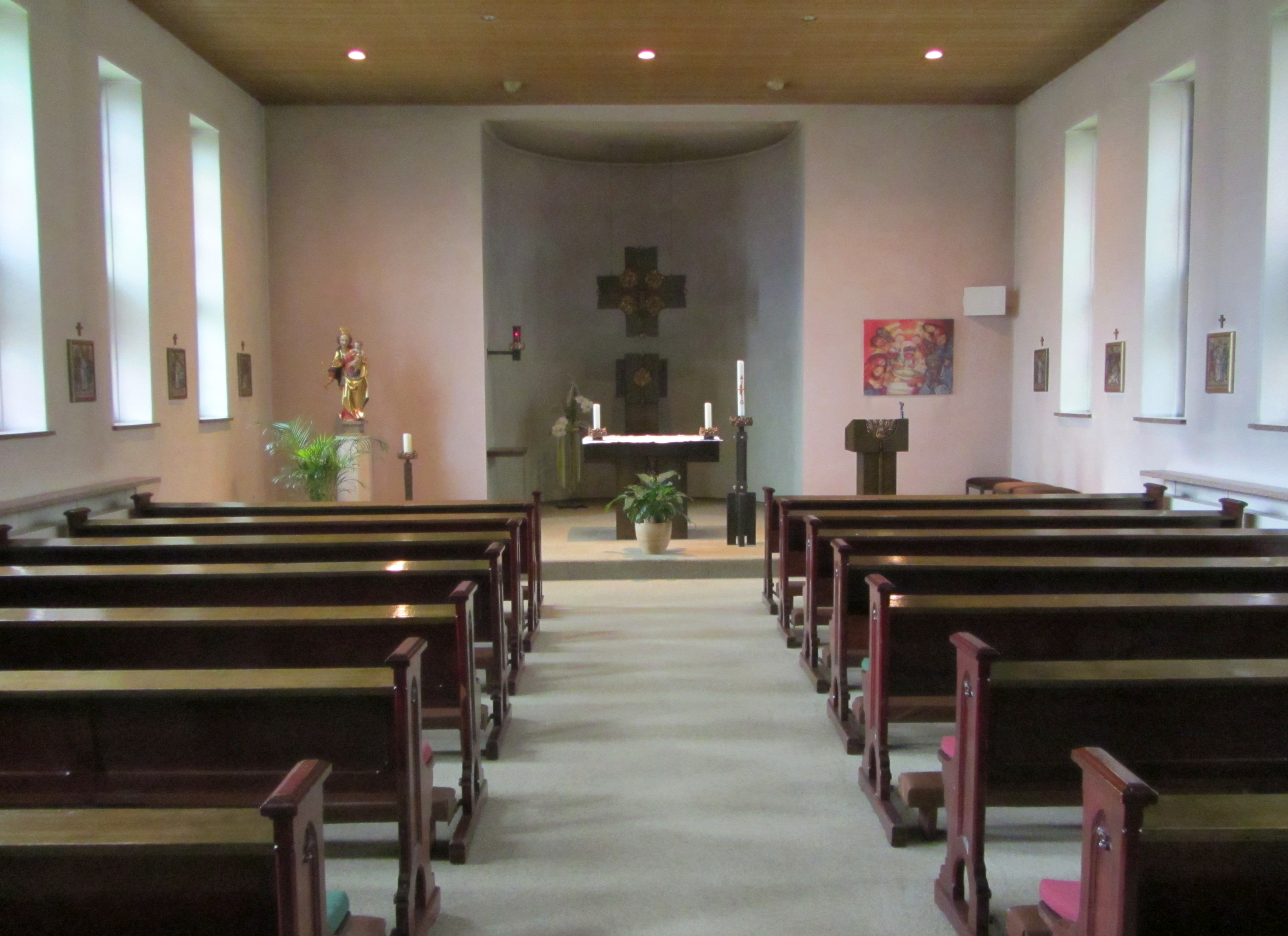
Krankenhauskapelle (2014 vor dem Abriss 2016)

1865 pflegten erste Schwestern der Kongregation der Barmherzigen Schwestern vom hl. Vinzenz von Paul in Hildesheim erkrankte Göttinger Bürger. Ihnen wurde zunächst ein Haus an der Ecke Turmstraße (damals: Klein Paris Nr. 16)/Nikolaistraße zur Verfügung gestellt, 1867 bezogen sie ihren Neubau „Stift (Alt-)Mariahilf“ in der Straße Klein Paris Nr. 22.
1895 zwang die dortige räumliche Enge zu einem Neubau („Neu-Mariahilf“) in der Gartenstraße, der heutigen Humboldtallee, der ein Jahr später eingeweiht wurde und 40 Patienten beherbergen konnte. Dieser heutige Südflügel wurde 1910 um einen Nordflügel mit 30 Betten erweitert.
Erst 1960 konnten die beiden Gebäude verbunden, ein weiteres errichtet und die Kapelle neu erbaut werden. Im gleichen Jahr eröffnete eine Krankenpflegeschule mit 42 Ausbildungsplätzen, die bis 2003 bestand. 1980 entstand ein Verwaltungsgebäude. 1991 nahm das Krankenhaus die Rechtsform der GmbH an. Von 1980 bis 2003 besaß das Krankenhaus Neu-Mariahilf eine Zentralapotheke, die die Versorgung der Krankenhäuser der Kongregation auch in Duderstadt und Kassel gewährleistete. Seitdem war Neu-Mariahilf an die Krankenhausapotheke der Universitätsmedizin Göttingen angebunden. Gleiches galt seit 2006 für das Kliniklabor, das seit 1993 existierte. 1992 konnten das Personalwohnheim und die Krankenpflegeschule saniert werden, 1993 wurde ein Funktionstrakt fertiggestellt und 1996 ein neuer Eingangsbereich und eine interdisziplinäre Intensivstation in Betrieb genommen. 2002 konnte die fünfjährige Sanierung der Pflegestationen abgeschlossen werden, 2007 die der Operationssäle. Seit 2009 existierte ein Ärztehaus auf dem Krankenhausgelände, hingegen wurde zwei Jahre später das Verwaltungsgebäude wieder abgerissen und die Krankenhausverwaltung in die Räumlichkeiten der ehemaligen Krankenpflegeschule verlagert.
Die katholische Hauskapelle wurde 2016 im Rahmen umfangreicher Sanierungs- und Baumaßnahmen profaniert, dann abgerissen und durch einen am 16. Juni 2017 eingeweihten evangelischen Neubau ersetzt. Ein Hospiz wurde neu errichtet, der Operationstrakt erweitert und mit einem Aufwachraum sowie einer Intermediate-Care-Station ergänzt.

### Kuriosum
1962 wurde durch Fritz Douglas Roeder der weltweit erste stereotaktische Hypothalamus-Eingriff an einem Patienten mit „abweichendem Sexualverhalten“ (homosexuell-pädophil) durchgeführt; eine heute völlig obsolete Methode der Psychochirurgie. Bei der Operation wurden außer dem rechten Nucleus ventromedialis, einem Teil des Tuber cinereum, unbeabsichtigt weitere Teile des Gehirns zerstört.

## Gegenwart

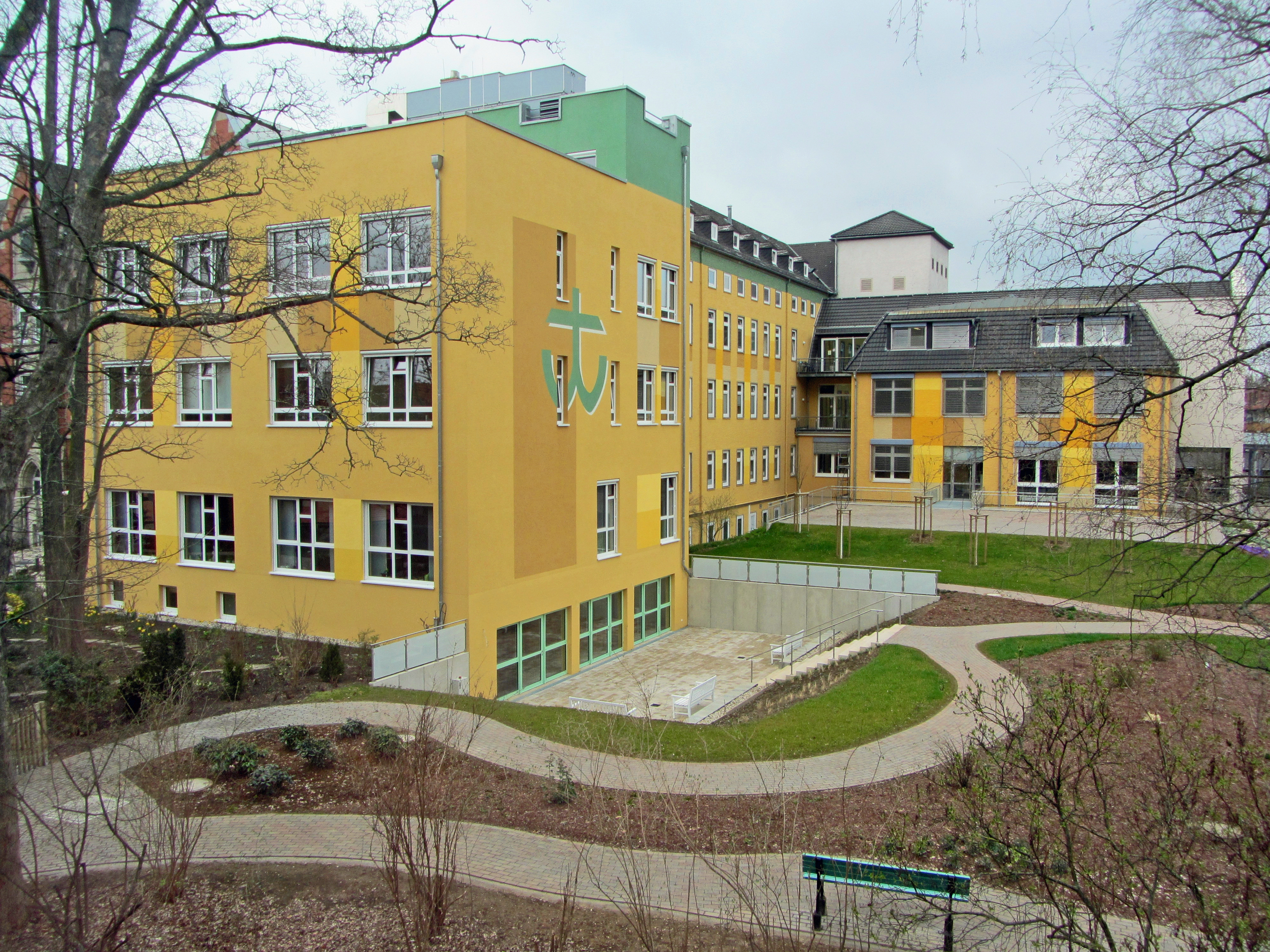
Krankenhaus Neu Maria Hilf in Göttingen als Betriebsstätte des Evangelischen Krankenhauses Weende mit dessen Logo, März 2019.

Eine Fusion mit dem in unmittelbarer Nachbarschaft gelegenen evangelischen Krankenhaus Neu Bethlehem war bis 2013 seit Jahrzehnten immer wieder im Gespräch, scheiterte jedoch trotz punktueller medizinischer Zusammenarbeit, möglicherweise an Differenzen der beiden Konfessionen. Im März 2014 kaufte das Evangelische Krankenhaus Göttingen-Weende nach Vorverhandlungen schließlich das Krankenhaus Neu-Mariahilf auf und stellte eine Modernisierung der Gebäude und der Gerätetechnik sowie eine Neuregelung interner Abläufe in Aussicht, um die Wirtschaftlichkeit des Betriebes zu verbessern. Die Kongregation der Barmherzigen Schwestern vom hl. Vinzenz von Paul in Hildesheim als bisheriger Träger sah vor dem Hintergrund des Konkurrenzdrucks im Gesundheitswesen und dem Abnehmen der eigenen Bedeutung in dem Verkauf die einzige Möglichkeit, das Krankenhaus langfristig zu erhalten.
Das Hospiz, die Gynäkologie, Endoprothetik mit Anästhesiologie, die Abteilung für Angiologie sowie die Krankenpflegeschule des EKH Weende befinden sich am Standort Neu-Mariahilf.
Im Jahr 2024 musste die Fachabteilung Geburtshilfe und Gynäkologie auf Grund eines Personalengpasses neu ausgerichtet und infolgedessen die Geburtshilfe zum 31. August 2024 geschlossen werden.